# Миши лемур на Митермайер
Мишият лемур на Митермайер (Microcebus mittermeieri) е вид бозайник от семейство Лемури джуджета (Cheirogaleidae). Видът е застрашен от изчезване.

## Разпространение
Разпространен е в Мадагаскар.